# Mario Corso
Mario Corso (Verona, 25 agosto 1941 – Milano, 20 giugno 2020) è stato un calciatore e allenatore di calcio italiano, di ruolo centrocampista.
Soprannominato Mariolino, annoverato tra i calciatori italiani di maggiore estro e fantasia, ha legato il proprio nome a quello dell'Inter, nella quale ha militato dal 1957 al 1973 prima di trasferirsi al Genoa, dove ha concluso la carriera nel 1975. Con la maglia nerazzurra ha collezionato 507 presenze, segnando 95 reti e vincendo quattro campionati nazionali, due Coppe dei Campioni e due Coppe Intercontinentali. Dell'Inter è stato anche allenatore nella stagione 1985-1986, subentrando all'esonerato Ilario Castagner e conducendo la squadra al sesto posto finale.
Nella nazionale italiana giocò 23 partite con 4 reti, senza prendere parte ad alcuna rassegna continentale o mondiale.
Candidato per tre volte al Pallone d'oro, si classificò 7º nell'edizione 1964. Il Genoa lo ha inserito nella sua Hall of Fame.

## Biografia
Nato a San Michele Extra, quartiere periferico di Verona, era sposato con Enrica. È morto il 20 giugno 2020 a 78 anni, dopo un breve ricovero in ospedale; oggi riposa nel Cimitero maggiore di Milano.

## Caratteristiche tecniche

Corso con l' negli anni 1970

Riconoscibile dai calzettoni abbassati, in omaggio a Omar Sívori, Corso era noto per la millimetrica precisione e il genio dei suoi "lanci lunghi", resi apparentemente facili dalla visione di gioco che la sua tipica corsa a testa alta gli consentiva con naturalezza, per la sopraffina abilità di giocoliere (il suo esercizio preferito, da ragazzino, era colpire di tacco i noccioli di ciliegia e insaccarli nella tasca della giacca). In grado di tenere la palla fra i piedi e di fare impazzire gli avversari in spazi ristrettissimi, fu di grande abilità nei calci di punizione, specialista del tiro a foglia morta, gesto tecnico spesso utilizzato, in precedenza (ma colpendo diversamente il pallone e ottenendo una diversa traiettoria), dal brasiliano Didi: calciando con il piede sinistro – usava pochissimo il destro – imprimeva al pallone traiettorie mutevoli che non di rado, sebbene ormai in qualche misura previste nella loro imprevedibilità, sorprendevano comunque i portieri.
Era dotato di qualità tecniche, estro e fantasia che gli valsero il soprannome Mandrake, ma fu altalenante nelle prestazioni: Erminia Moratti, moglie del Presidente Cav. Angelo, soleva ripetere di non andare a San Siro solo per lui “ma [che] se c’era lui ci andavo più volentieri, ero certa che mi sarei divertita”. Il rapporto con i Moratti "dava ai nervi a Helenio Herrera, abituato a primeggiare in tutto, anche negli affetti della presidenza: anche per questo tutti gli anni lo metteva nella lista dei cedibili, tornandosene poi alla Pinetina con le pive nel sacco dopo che Moratti gli aveva fatto capire che non era il caso". Corso faceva viaggiare la palla piuttosto che macinare chilometri, avvalendosi di un "sinistro che serviva come pennello o come stecca da biliardo, per dipingere le foglie morte più assassine o per mettere un compagno davanti alla porta con una rasoiata chirurgica".
Per questa tendenza fu ironicamente (ma rispettosamente) ribattezzato «participio passato del verbo correre» da Gianni Brera, che gli rimproverava un eccessivo risparmio di energie; un'analisi, questa, non condivisa dal giocatore, secondo il quale «non si sta tanti anni all'Inter se non si corre». A dispetto di tale critica, seppe comunque distinguersi come calciatore grintoso e combattivo e mai il tonitruante Brera si sognò di etichettarlo come "abatino", soprannome malignamente affibbiato, invece, all'unico concorrente, Gianni Rivera, che potesse confrontarsi, almeno quanto a classe pura, col "piede sinistro di Dio". Massimo Brambati, durante un'animata discussione con Danilo Sarugia alla trasmissione DirettaStadio... ed è subito goal!, ha dichiarato che Corso "si metteva all'ombra a San Siro perché non gli piaceva stare al sole".
Di non facile collocazione tattica, vestiva il numero 11, all'epoca tipicamente riservato alle ali sinistre: tuttavia, la sua posizione in campo era quella di un trequartista ante litteram che si allargava spesso sul lato destro, per poi convergere e concludere a rete con il piede preferito; successivamente, alcuni esponenti della stampa specializzata avrebbero accostato al suo stile di gioco quelli dei più giovani Evaristo Beccalossi e, a grandi linee, Ryan Giggs.

## Carriera

### Giocatore

#### Club
(Carlo Tagnin, centrocampista dell'Inter dal 1963 al 1965)

Corso in maglia interista

Iniziò a giocare nell'Azzurra Verona, società del rione di San Giovanni in Valle, per poi trasferirsi all'Audace San Michele, quindi fu scoperto dall'Inter, dove si trasferì il 20 giugno 1958 insieme a Mario Da Pozzo e a Claudio Guglielmoni. Prezzo totale dell'operazione nove milioni di lire; a lui settantamila lire al mese. In nerazzurro debuttò il 29 giugno 1958, a 16 anni e 10 mesi, in una partita di Coppa Italia contro il Monza vinta per 3-1 dall'Inter. Il 13 luglio successivo realizzò anche il primo gol, nella vittoria per 3-0 contro il Como in Coppa Italia, diventando il più giovane marcatore in assoluto della storia interista. Il 23 novembre dello stesso anno esordì in Serie A, nell'incontro vinto per 5-1 contro la Sampdoria. In Serie A segnò la prima rete, a 17 anni, 3 mesi e 5 giorni, il 30 novembre 1958 nel successo per 3-0 contro il Bologna.
Fu una delle colonne della Grande Inter, spesso determinante, fantasista, regista e uomo-simbolo, sebbene non unico: in quella formazione, infatti, giovani talenti come Sandro Mazzola e Giacinto Facchetti completavano un organico di giocatori relativamente più "anziani" del calibro di Giuliano Sarti, Armando Picchi, Aristide Guarneri, Tarcisio Burgnich e Luisito Suárez (acquistato successivamente e per certe caratteristiche più direttamente concorrenziale nel ruolo con Corso) e un attacco che contava Antonio Angelillo, Humberto Maschio, Joaquín Peiró, Jair da Costa, Angelo Domenghini, a cui si aggiunse Roberto Boninsegna, giunto dal Cagliari. Scarso fu il feeling col tecnico Helenio Herrera, che, per incompatibilità di carattere, ne chiedeva ogni anno la cessione scontrandosi col tassativo rifiuto del presidente Angelo Moratti; i suoi commenti ironici e irriverenti urtavano l'ego del "Mago": particolarmente famoso restò l'episodio in cui, a Herrera che arringava la squadra annunciando una vittoria certa, Corso suggerì di sentire che cosa ne pensassero gli avversari nello spogliatoio accanto. Tra il 1963 e il 1971 vinse quattro scudetti (1963, 1965, 1966 e 1971), due Coppe Campioni e due Coppe Intercontinentali (nel 1964 e 1965). Rimane celebre la rete segnata il 26 settembre 1964, nel terzo incontro tra i nerazzurri e l'Independiente valido per l'Intercontinentale: il suo gol, nel primo tempo supplementare, regalò al club milanese la vittoria e il titolo di campione del mondo.
Tornato Herrera alla guida tecnica della squadra e subentrato Ivanoe Fraizzoli nella Presidenza, il tecnico avrebbe ottenuto la sua "vittoria" con la cessione dell'irriverente campione, che fece la sua ultima apparizione con l'Inter il 17 giugno 1973, in un Inter-Juventus di Coppa Italia (finito 1-1): in quindici stagioni a Milano Corso giocò 502 partite totali e segnò 94 reti. 

Corso con la maglia del Genoa nella stagione 1973-1974

Mentre l'Inter, orfana del suo regista naturale, andava incontro a diversi anni di prestazioni e piazzamenti non esaltanti, Corso passò al Genoa. La sua prima stagione nel club ligure si concluse con la retrocessione in Serie B. Disposto a giocare con la maglia del "Grifone" anche in serie B, all'inizio dell'annata successiva subì un grave infortunio, fratturandosi la tibia; dopo l'operazione e la convalescenza, rimossa la placca metallica, la tibia, non perfettamente saldata, si spezzò nuovamente durante un allenamento, ponendo fine alla sua carriera.

#### Nazionale
Mario Corso era l’unico calciatore europeo che Pelé (il quale l'aveva soprannominato "il Professore") avrebbe voluto nel suo Brasile. In maglia azzurra, però, Corso non riuscì a eguagliare i risultati ottenuti con le squadre di club. Fece il suo esordio in nazionale nel 1961, in occasione dell'amichevole persa contro l'Inghilterra per 2-3. Il 15 ottobre dello stesso anno segnò i primi goal in azzurro, realizzando una doppietta contro Israele (qualificazione al campionato del mondo 1962) vinta per 2-4; al CT israeliano Gyula Mándi verrà attribuita la seguente dichiarazione, in riferimento alle due reti di Corso: «Siamo stati bravi ma ci ha battuto il piede sinistro di Dio».

Corso con la maglia della nazionale italiana

Fu escluso dalla rosa dei convocati per la deludente spedizione in Cile del 1962 per volontà della terna Giovanni Ferrari - Helenio Herrera - Paolo Mazza: il Presidente Moratti non aveva nel contesto azzurro alcuna possibilità di temperare i risentimenti del "Mago", e la "bicicletta" con Gianni Rivera fu risolta così a favore di quest'ultimo, poi impiegato nella sola partita di apertura, 0-0 con la Germania Ovest. Il mondiale terminò ingloriosamente per gli Azzurri, eliminati al primo turno fra acri polemiche, in buona parte motivate con l'esclusione di Corso; questi si "vendicò" clamorosamente durante un’amichevole tra l’Inter e la nazionale cecoslovacca, quando, riconosciuto Ferrari in tribuna, "Mandrake", avendo segnato un goal dei suoi, dedicò al CT, davanti all'intero stadio di San Siro, un beffardo "gesto dell’ombrello". La pubblica soddisfazione sarebbe costata al campione nerazzurro una lunga esclusione, salvo presenze saltuarie, dalla "rosa" della nazionale e l'esclusione perenne dalle diverse formazioni in occasione dei successivi "Mondiali". Il 10 maggio 1964 segnò l'ultimo goal in azzurro nell'incontro vinto 3-1 sulla Svizzera.
Corso non fu convocato nemmeno per il campionato del mondo 1966, a causa di un contrasto personale con l'allenatore Edmondo Fabbri, che preferiva per la Nazionale l'impianto del Bologna a quello dell'Inter, e soprattutto col vice-allenatore Ferruccio Valcareggi, poi successore di Fabbri fino al 1974, che lo escluse anche dal campionato d'Europa 1968, vinto dall'Italia.
Il 9 ottobre 1971 giocò la sua ultima partita in nazionale, Italia-Svezia (3-0). Giocò 23 volte con 4 reti in dieci anni.
Nel 1967 la FIFA lo inserì nella formazione del Resto del Mondo, in un'amichevole contro la Spagna in onore del portiere Ricardo Zamora: la selezione internazionale vinse per 3-0.

### Allenatore

Corso in veste di tecnico dell'Inter nel 1985

Ritiratosi dai campi di gioco, si iscrisse al corso per allenatori di Coverciano ottenendo il patentino nel 1977. La prima esperienza in panchina fu con la Primavera del Napoli (1978-1979), che condusse alla vittoria dello scudetto di categoria. In seguito guidò altre due squadre del Sud: Lecce e Catanzaro. Con i salentini ottenne la salvezza nel campionato di Serie B 1982-1983, mentre dalla dirigenza dei calabresi fu esonerato dopo 10 partite del campionato di Serie B 1983-1984.
Tornato all'Inter, allenò il settore giovanile, fino a quando nel novembre 1985 il presidente Ernesto Pellegrini gli affidò la prima squadra, per rimpiazzare Ilario Castagner: esordì il 24 novembre, con un pareggio per 1-1 contro la Juventus di Trapattoni. Il 6 aprile 1986 vinse il derby di ritorno per 1-0, in quella che è la prima stracittadina di Silvio Berlusconi al comando della società rossonera. L'Inter chiuse il campionato 1985-1986 al sesto posto, qualificandosi per la Coppa UEFA. Nella stagione successiva non fu confermato sulla panchina dei nerazzurri (il suo posto venne preso proprio dal "Trap") e rimase inattivo per un anno.
Nell'annata 1987-1988 guidò il Mantova, portandolo a vincere il campionato di Serie C2: confermato anche l'anno seguente, portò i lombardi al sesto posto nel campionato di C1. Nel 1989-1990 fu chiamato sulla panchina del Barletta, che riuscì a condurre alla salvezza nel campionato cadetto. Nella stagione 1991-1992 subentrò a Fascetti alla guida del Verona in coppia con Nils Liedholm: fu questo l'ultimo atto della sua carriera da tecnico, in quanto divenne poi osservatore per l'Inter.

### Dopo l'addio al calcio
Terminata la carriera da allenatore, dal 1990 al 1995, riveste il ruolo di commentatore tecnico per la trasmissione Rai 3 A Tutta B, che mostrava le sintesi di tutte le partire del campionato cadetto, affiancando il conduttore Gianni Vasino.

## Statistiche

### Presenze e reti nei club
| Stagione        | Squadra         | Campionato      | Campionato | Campionato | Coppe nazionali | Coppe nazionali | Coppe nazionali | Coppe continentali | Coppe continentali | Coppe continentali | Altre coppe | Altre coppe | Altre coppe | Totale | Totale |
| Stagione        | Squadra         | Comp            | Pres       | Reti       | Comp            | Pres            | Reti            | Comp               | Pres               | Reti               | Comp        | Pres        | Reti        | Pres   | Reti   |
| --------------- | --------------- | --------------- | ---------- | ---------- | --------------- | --------------- | --------------- | ------------------ | ------------------ | ------------------ | ----------- | ----------- | ----------- | ------ | ------ |
| 1956-1957       | Audace SME      | IV              | 15         | 2          | -               | -               | -               | -                  | -                  | -                  | -           | -           | -           | 15     | 2      |
| 1957-1958       | Inter           | A               | 0          | 0          | CI              | 2               | 1               | -                  | -                  | -                  | -           | -           | -           | 2      | 1      |
| 1958-1959       | Inter           | A               | 18         | 4          | CI              | 4               | 1               | CF                 | 1                  | 0                  | CA          | 2           | 1           | 25     | 6      |
| 1959-1960       | Inter           | A               | 31         | 7          | CI              | 1               | 3               | CF                 | 0                  | 0                  | -           | -           | -           | 32     | 10     |
| 1960-1961       | Inter           | A               | 31         | 10         | CI              | 3               | 1               | CF                 | 5                  | 3                  | -           | -           | -           | 39     | 14     |
| 1961-1962       | Inter           | A               | 30         | 9          | CI              | 0               | 0               | CF                 | 2                  | 0                  | -           | -           | -           | 32     | 9      |
| 1962-1963       | Inter           | A               | 30         | 8          | CI              | 1               | 0               | -                  | -                  | -                  | -           | -           | -           | 31     | 8      |
| 1963-1964       | Inter           | A               | 28+1       | 6+0        | CI              | 0               | 0               | CC                 | 5                  | 2                  | -           | -           | -           | 34     | 8      |
| 1964-1965       | Inter           | A               | 30         | 8          | CI              | 2               | 0               | CC                 | 8                  | 1                  | CInt        | 3           | 2           | 43     | 11     |
| 1965-1966       | Inter           | A               | 30         | 3          | CI              | 0               | 0               | CC                 | 6                  | 1                  | CInt        | 2           | 0           | 38     | 4      |
| 1966-1967       | Inter           | A               | 32         | 4          | CI              | 0               | 0               | CC                 | 9                  | 1                  | -           | -           | -           | 41     | 5      |
| 1967-1968       | Inter           | A               | 24         | 2          | CI              | 7               | 1               | -                  | -                  | -                  | -           | -           | -           | 31     | 3      |
| 1968-1969       | Inter           | A               | 27         | 4          | CI              | 0               | 0               | -                  | -                  | -                  | -           | -           | -           | 27     | 4      |
| 1969-1970       | Inter           | A               | 23         | 2          | CI              | 5               | 1               | CF                 | 8                  | 0                  | -           | -           | -           | 36     | 3      |
| 1970-1971       | Inter           | A               | 29         | 3          | CI              | 1               | 0               | CF                 | 2                  | 0                  | CAI+TP      | 3+4         | 0           | 39     | 3      |
| 1971-1972       | Inter           | A               | 29         | 2          | CI              | 9               | 1               | CC                 | 2                  | 0                  | -           | -           | -           | 40     | 3      |
| 1972-1973       | Inter           | A               | 21         | 3          | CI              | 6               | 0               | CU                 | 0                  | 0                  | -           | -           | -           | 27     | 3      |
| Totale Inter    | Totale Inter    | Totale Inter    | 413+1      | 75+0       |                 | 41              | 9               |                    | 48                 | 8                  |             | 14          | 3           | 517    | 95     |
| 1973-1974       | Genoa           | A               | 23         | 3          | CI              | 3               | 3               | -                  | -                  | -                  | -           | -           | -           | 26     | 6      |
| 1974-1975       | Genoa           | B               | 3          | 0          | CI              | 2               | 0               | -                  | -                  | -                  | -           | -           | -           | 5      | 0      |
| Totale Genoa    | Totale Genoa    | Totale Genoa    | 26         | 3          |                 | 5               | 3               |                    | -                  | -                  |             | -           | -           | 31     | 6      |
| Totale carriera | Totale carriera | Totale carriera | 455        | 80         |                 | 46              | 12              |                    | 48                 | 8                  |             | 14          | 3           | 563    | 103    |

### Cronologia presenze e reti in nazionale
| Cronologia completa delle presenze e delle reti in nazionale ― Italia | Cronologia completa delle presenze e delle reti in nazionale ― Italia | Cronologia completa delle presenze e delle reti in nazionale ― Italia | Cronologia completa delle presenze e delle reti in nazionale ― Italia | Cronologia completa delle presenze e delle reti in nazionale ― Italia | Cronologia completa delle presenze e delle reti in nazionale ― Italia | Cronologia completa delle presenze e delle reti in nazionale ― Italia | Cronologia completa delle presenze e delle reti in nazionale ― Italia |
| Data                                                                  | Città                                                                 | In casa                                                               | Risultato                                                             | Ospiti                                                                | Competizione                                                          | Reti                                                                  | Note                                                                  |
| --------------------------------------------------------------------- | --------------------------------------------------------------------- | --------------------------------------------------------------------- | --------------------------------------------------------------------- | --------------------------------------------------------------------- | --------------------------------------------------------------------- | --------------------------------------------------------------------- | --------------------------------------------------------------------- |
| 24-5-1961                                                             | Roma                                                                  | Italia                                                                | 2 – 3                                                                 | Inghilterra                                                           | Amichevole                                                            | -                                                                     |                                                                       |
| 15-6-1961                                                             | Firenze                                                               | Italia                                                                | 4 – 1                                                                 | Argentina                                                             | Amichevole                                                            | -                                                                     | 46’                                                                   |
| 15-10-1961                                                            | Tel Aviv                                                              | Israele                                                               | 2 – 4                                                                 | Italia                                                                | Qual. Mondiali 1962                                                   | 2                                                                     |                                                                       |
| 4-11-1961                                                             | Torino                                                                | Italia                                                                | 6 – 0                                                                 | Israele                                                               | Qual. Mondiali 1962                                                   | 1                                                                     |                                                                       |
| 27-3-1963                                                             | Istanbul                                                              | Turchia                                                               | 0 – 1                                                                 | Italia                                                                | Qual. Euro 1964                                                       | -                                                                     |                                                                       |
| 12-5-1963                                                             | Milano                                                                | Italia                                                                | 3 – 0                                                                 | Brasile                                                               | Amichevole                                                            | -                                                                     | 57’                                                                   |
| 9-6-1963                                                              | Vienna                                                                | Austria                                                               | 0 – 1                                                                 | Italia                                                                | Amichevole                                                            | -                                                                     | 46’                                                                   |
| 13-10-1963                                                            | Mosca                                                                 | Unione Sovietica                                                      | 2 – 0                                                                 | Italia                                                                | Qual. Euro 1964                                                       | -                                                                     |                                                                       |
| 14-12-1963                                                            | Torino                                                                | Italia                                                                | 1 – 0                                                                 | Austria                                                               | Amichevole                                                            | -                                                                     |                                                                       |
| 10-5-1964                                                             | Losanna                                                               | Svizzera                                                              | 1 – 3                                                                 | Italia                                                                | Amichevole                                                            | 1                                                                     |                                                                       |
| 4-11-1964                                                             | Genova                                                                | Italia                                                                | 6 – 1                                                                 | Finlandia                                                             | Qual. Mondiali 1966                                                   | -                                                                     |                                                                       |
| 13-3-1965                                                             | Amburgo                                                               | Germania Ovest                                                        | 1 – 1                                                                 | Italia                                                                | Amichevole                                                            | -                                                                     | 46’                                                                   |
| 18-4-1965                                                             | Varsavia                                                              | Polonia                                                               | 0 – 0                                                                 | Italia                                                                | Qual. Mondiali 1966                                                   | -                                                                     |                                                                       |
| 16-6-1965                                                             | Malmö                                                                 | Svezia                                                                | 2 – 2                                                                 | Italia                                                                | Amichevole                                                            | -                                                                     | 75’                                                                   |
| 19-3-1966                                                             | Parigi                                                                | Francia                                                               | 0 – 0                                                                 | Italia                                                                | Amichevole                                                            | -                                                                     |                                                                       |
| 18-6-1966                                                             | Milano                                                                | Italia                                                                | 1 – 0                                                                 | Austria                                                               | Amichevole                                                            | -                                                                     |                                                                       |
| 1-11-1966                                                             | Milano                                                                | Italia                                                                | 1 – 0                                                                 | Unione Sovietica                                                      | Amichevole                                                            | -                                                                     |                                                                       |
| 26-11-1966                                                            | Napoli                                                                | Italia                                                                | 3 – 1                                                                 | Romania                                                               | Qual. Euro 1968                                                       | -                                                                     |                                                                       |
| 22-3-1967                                                             | Nicosia                                                               | Cipro                                                                 | 0 – 2                                                                 | Italia                                                                | Qual. Euro 1968                                                       | -                                                                     |                                                                       |
| 27-3-1967                                                             | Roma                                                                  | Italia                                                                | 1 – 1                                                                 | Portogallo                                                            | Amichevole                                                            | -                                                                     |                                                                       |
| 10-5-1971                                                             | Dublino                                                               | Irlanda                                                               | 1 – 2                                                                 | Italia                                                                | Qual. Euro 1972                                                       | -                                                                     |                                                                       |
| 25-9-1971                                                             | Genova                                                                | Italia                                                                | 2 – 0                                                                 | Messico                                                               | Amichevole                                                            | -                                                                     | 46’                                                                   |
| 9-10-1971                                                             | Milano                                                                | Italia                                                                | 3 – 0                                                                 | Svezia                                                                | Qual. Euro 1972                                                       | -                                                                     | 81’                                                                   |
| Totale                                                                |                                                                       | Presenze                                                              | 23                                                                    |                                                                       | Reti                                                                  | 4                                                                     |                                                                       |

### Statistiche da allenatore
In grassetto le competizioni vinte.
| Stagione        | Squadra         | Campionato      | Campionato | Campionato | Campionato | Campionato | Coppe nazionali | Coppe nazionali | Coppe nazionali | Coppe nazionali | Coppe nazionali | Coppe continentali | Coppe continentali | Coppe continentali | Coppe continentali | Coppe continentali | Altre coppe | Altre coppe | Altre coppe | Altre coppe | Altre coppe | Totale | Totale | Totale | Totale | % Vittorie |
| Stagione        | Squadra         | Comp            | G          | V          | N          | P          | Comp            | G               | V               | N               | P               | Comp               | G                  | V                  | N                  | P                  | Comp        | G           | V           | N           | P           | G      | V      | N      | P      | %          |
| --------------- | --------------- | --------------- | ---------- | ---------- | ---------- | ---------- | --------------- | --------------- | --------------- | --------------- | --------------- | ------------------ | ------------------ | ------------------ | ------------------ | ------------------ | ----------- | ----------- | ----------- | ----------- | ----------- | ------ | ------ | ------ | ------ | ---------- |
| 1982-1983       | Lecce           | B               | 38         | 10         | 14         | 14         | CI              | 5               | 2               | 2               | 1               | -                  | -                  | -                  | -                  | -                  | -           | -           | -           | -           | -           | 43     | 12     | 16     | 15     | 27,91      |
| lug.-nov. 1983  | Catanzaro       | B               | 9          | 1          | 3          | 5          | CI              | 5               | 1               | 3               | 1               | -                  | -                  | -                  | -                  | -                  | -           | -           | -           | -           | -           | 14     | 2      | 6      | 6      | 14,29      |
| nov. 1985-1986  | Inter           | A               | 20         | 7          | 5          | 8          | CI              | 4               | 3               | 0               | 1               | CU                 | 6                  | 3                  | 2                  | 1                  | TE          | 3           | 0           | 2           | 1           | 33     | 13     | 9      | 11     | 39,39      |
| 1987-1988       | Mantova         | C2              | 34         | 18         | 12         | 4          | CI-C            | 6               | 1               | 2               | 3               | -                  | -                  | -                  | -                  | -                  | -           | -           | -           | -           | -           | 40     | 19     | 14     | 7      | 47,50      |
| 1988-1989       | Mantova         | C1              | 34         | 10         | 13         | 11         | CI-C            | 8               | 4               | 3               | 1               | -                  | -                  | -                  | -                  | -                  | -           | -           | -           | -           | -           | 42     | 14     | 16     | 12     | 33,33      |
| Totale Mantova  | Totale Mantova  | Totale Mantova  | 68         | 28         | 25         | 15         |                 | 14              | 5               | 5               | 4               |                    | -                  | -                  | -                  | -                  |             | -           | -           | -           | -           | 82     | 33     | 30     | 19     | 40,24      |
| dic. 1989-1990  | Barletta        | B               | 23         | 6          | 12         | 5          | CI              | 0               | 0               | 0               | 0               | -                  | -                  | -                  | -                  | -                  | -           | -           | -           | -           | -           | 23     | 6      | 12     | 15     | 26,09      |
| Totale carriera | Totale carriera | Totale carriera | 158        | 52         | 59         | 47         |                 | 28              | 11              | 10              | 7               |                    | 6                  | 3                  | 2                  | 1                  |             | 3           | 0           | 2           | 1           | 195    | 66     | 73     | 56     | 33,85      |

## Palmarès

### Giocatore

#### Club

##### Competizioni nazionali
- Campionato italiano: 4

Inter: 1962-1963, 1964-1965, 1965-1966, 1970-1971

##### Competizioni internazionali
- Coppa dei Campioni: 2

Inter: 1963-1964, 1964-1965
- Coppa Intercontinentale: 2

Inter: 1964, 1965

#### Nazionale
- Campionato d'Europa Under-19: 1

Belgio-Francia-Germania Ovest-Lussemburgo1958

### Allenatore
- Campionato Primavera: 1

Napoli: 1978-1979
- Campionato italiano Serie C2: 1

Mantova: 1987-1988 (girone B)